# 博爾尼西

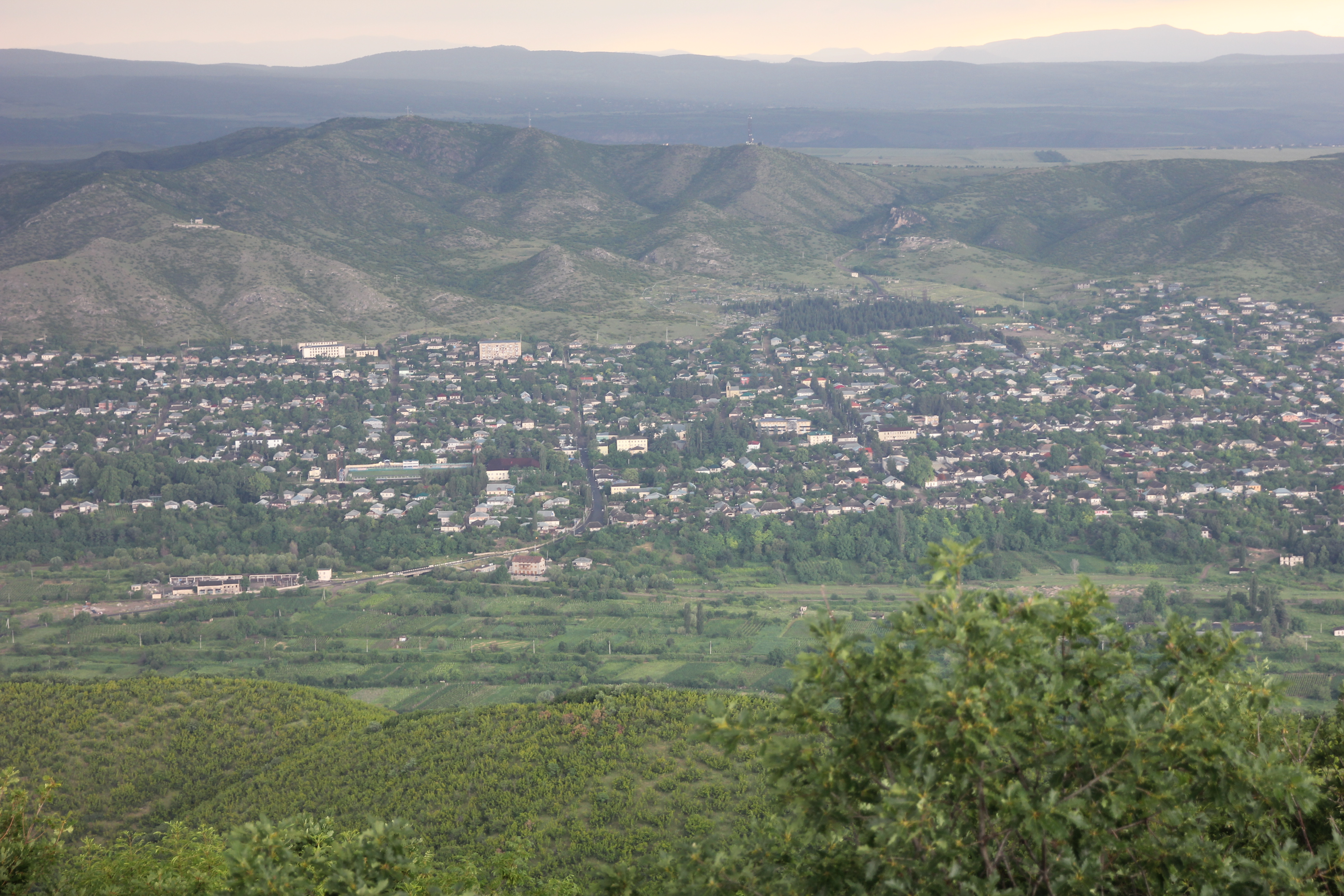
博爾尼西

博爾尼西是格魯吉亞東南部下卡尔特利大区博爾尼西市鎮的城镇及其行政中心。始建於1818年，城中的基督教教堂在公元4世紀，2010年人口11,600，居民以阿塞拜疆族為主。